# Fembot
"Fembot" är en låt av den svenska artisten Robyn. Låten finns med på hennes femte studioalbum Body Talk Pt. 1 2010. Klas Åhlund har skrivit och producerat låten tillsammans med Robyn.

## Listplaceringar
| Lista                | Topplacering |
| -------------------- | ------------ |
| Norska singellistan  | 10           |
| Svenska singellistan | 3            |

### Fotnoter
1. ↑  ”Robyn - Fembot (song)”. eMedia Jungen. http://norwegiancharts.com/showitem.asp?interpret=Robyn&titel=Fembot&cat=s. Läst 17 maj 2010.
2. ↑  ”Robyn - Fembot (song)”. eMedia Jungen. Arkiverad från originalet den 21 november 2011. https://web.archive.org/web/20111121091521/http://swedishcharts.com/showitem.asp?interpret=Robyn&titel=Fembot&cat=s. Läst 17 maj 2010.